# 泉州师范学院
24°52′03.52″N 118°39′47″E / 24.8676444°N 118.66306°E
泉州师范学院是位于泉州市的一所省属师范本科院校。泉州师范学院现有东海（本部）、鲤城和南安三个校区。其中，东海校区位于丰泽区东海街道，鲤城校区位于鲤城区江南街道，南安校区位于南安市诗山镇。

## 院系设置
（以下二级学院若未注明，则位于东海校区）
- 马克思主义学院（政治与社会发展学院）
- 文学与传播学院
- 外国语学院
- 物理与信息工程学院
- 数学与计算机科学学院
- 资源与环境科学学院
- 化工与材料学院
- 海洋与食品学院
- 陈守仁商学院
- 教育科学学院
- 音乐与舞蹈学院（泉州南音学院）
- 美术与设计学院
- 体育学院
- 继续教育学院
- 南安学院（位于南安校区）
- 软件学院（位于江南校区）

## 专业学科
拥有福建省新建本科院校重点学科4个、省级精品课程11门、省级实验教学示范中心2个、省级人才培养模式创新实验区项目2个、省级特色专业2个、省级教学团队1人。同时学校设有31个各类研究所。现设有文学与传播学院、政治与社会发展学院、外国语学院、物理与信息工程学院、数学与计算机科学学院、资源与环境科学学院、化学与生命科学学院、陈守仁工商信息学院、教育
科学学院、美术与设计学院、音乐与舞蹈学院、体育学院、软件学院、应用科技学院、继续教育学院等15个学院。设置了汉语言文学、国际经济与贸易等41个全日制本科专业，面向全国招生。涵盖了经济学、法学、教育学、文学、历史学、理学、工学、管理学等八大学科门类。
2011年，获批培养硕士专业学位研究生试点工作单位，以南音办学特色和成果获批国务院学位办“服务国家特殊需求艺术硕士专业学位人才培养项目”。2012年，开始招收艺术硕士音乐领域和舞蹈领域研究生。

## 师资力量
全日制在校生17000多人，全校教职工1140人，其中专任教师720人。专任教师中教授61人 、副教授173人，硕士生导师24人，博士生导师4人，有3人入选福建省“百千万人才工程”，7人入选“福建省新建本科高校新世纪优秀人才计划”，福建省高等学校教学名师3人。

## 学校荣誉
2004年学校顺利通过教育部本科教学工作水平评估，成为全国198所新建本科院校中首批接受并通过评估的3所院校之一。学校曾荣获全“国校园环境文化建设先进单位”、“全国社会实践活动先进单位”、“省级文明学校”、“省级先进教务处”、“省级党建和思想政治工作先进高校”、“泉州市园林式学校”等称号

## 发展目标
多年来，学校始终坚持“以教学工作为中心，以本科教学为主体，以教学改革为动力，以提高教学水平为目标”的办学指导思想，始终坚持“厚基础、宽口径、能创新、适应性强”的人才培养观，以质量求生存，以特色促发展，正逐步发展成为以培养应用型人才为重点、以教师教育为特色、开放多元的、多科性地方性教学型大学。

## 社团组织
学校有多个学生社团，有桐江文学社、学生通讯社、原野剧协会、自行车协会、读者协会、同心社、电脑协会、吉他协会、国防文化协会、茶文化协会、环保协会、教育与发展协会、棋牌协会、群众艺术协会、旅游协会、商务协会、摄影协会、集藏协会、集邮协会、天文爱好者协会、市场营销协会、物流协会、轮卷风轮滑协会、书画协会、晴帆心理协会、教育与发展协会、篮球协会、跆拳道协会、武术协会、足球俱乐部、长跑俱乐部、职业生涯规划协会、思想沙龙、服装协会、羽毛球协会等。

## 校友论坛
西岸阳光论坛是泉州师范学院最具影响力的学生网络社区。

## 校园交通
- 公交：1路、21路、K1路、K7路、K8路、K501路、K508路、K606路、K607路、旅游3路、微1路等
- 公共自行车：Youbike泉州师院站、Youbike东海湾御文阁站、Youbike师院艺术楼站、Youbike师院档案馆站、Youbike师院生活服务中心站等